# إليوت هايز
إليوت هايز هو درامي ‏ كندي، ولد في 22 يونيو 1956 في ستراتفورد في كندا، وتوفي في 22 فبراير 1994.